# Шпонгъл
Шпонгъл (на английски: Shpongle) е английски психеделичен електронен музикален проект, създаден през 1996 г. Групата включва Саймън Посфорд (Халюциноген) и Роналд Ротфилд (Раджа Рам). Дуетът се счита за един от пионерите в сайбиент жанра, комбиниращ етническа музика с психеделичен транс и ембиънт. Музикалният им стил съединява фолклорна музика от цял свят и вокали със съвременна западна психеделична синтезаторна музика. Самият Посфорд определя музиката на Шпонгъл като „нищо, което сте чували преди“.
Посфорд като цяло отговаря за синтезаторите, студийните записи и инструментите на живо, докато Раджа Рама работи върху широките музикални концепции и аранжировките с флейта. Самият Раджа Рам споделя в интервю, че Шпонгъл е общ термин за положителни чувства и еуфорични емоции.

## Дискография

### Студийни албуми
- Are You Shpongled? (1998)
- Tales of the Inexpressible (2001)
- Nothing Lasts... But Nothing Is Lost (2005)
- Ineffable Mysteries from Shpongleland (2009)
- Museum of Consciousness (2013)
- Codex VI (2017)

### Миниалбуми
- Divine Moments of Truth (2000)
- Dorset Perception (2004)
- The God Particle (2010)
- Carnival of Peculiarities (2021)